# Francisco Serrano y Domínguez

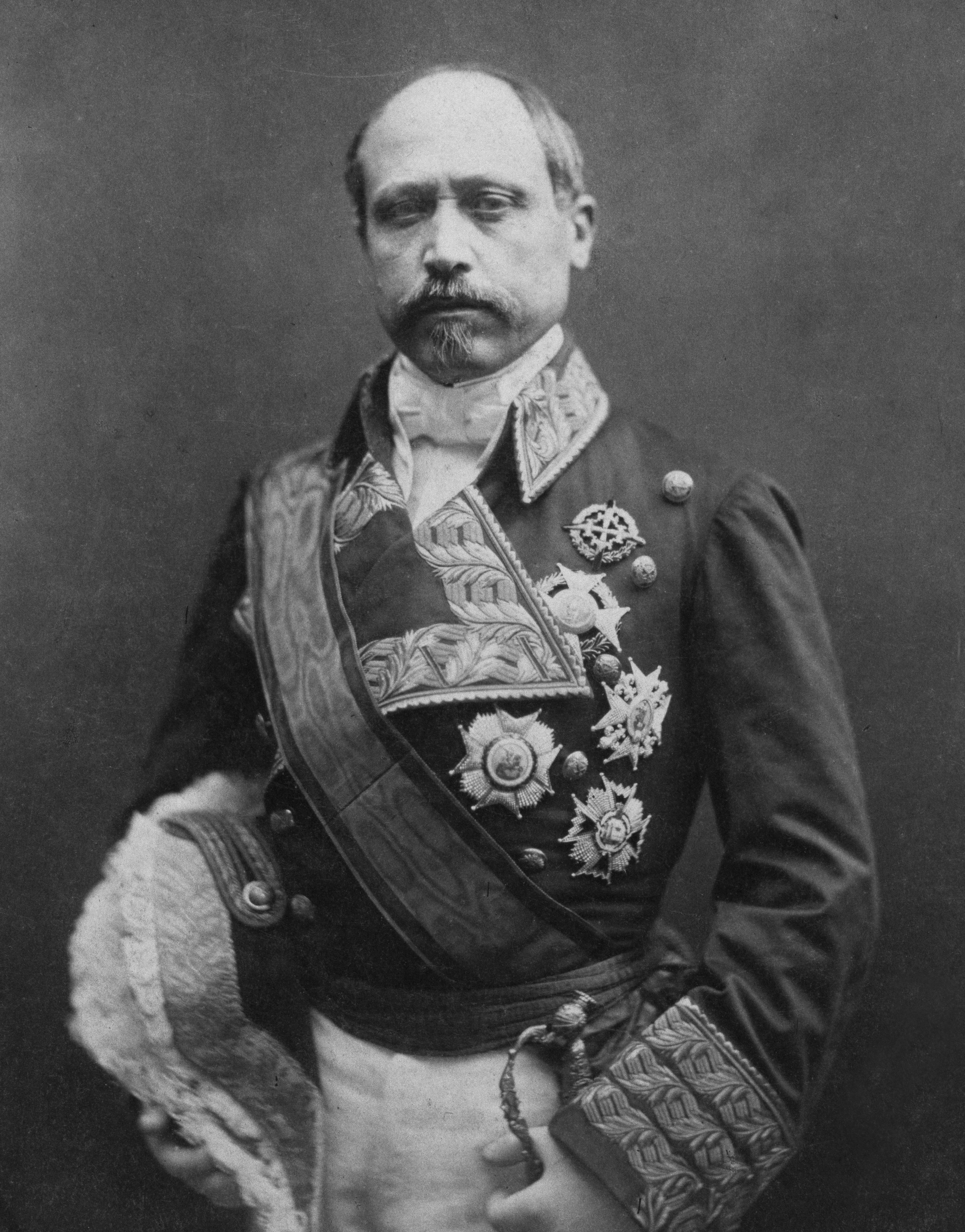
Francisco Serrano y Dominguez.

Francisco Serrano y Domínguez, hertig av La Torre, född 17 december 1810 vid Cádiz i Andalusien, död 26 november 1885 i Madrid, var en spansk statsman.

## Biografi
Serrano var son till en av spanska självständighetskrigets hjältar. Han valde tidigt den militära banan, utmärkte sig i det blodiga kriget mot carlisterna samt blev 1841 generallöjtnant, 1845 krigsminister och 1848 generalkapten i Granada. Han åtnjöt den tiden stor gunst vid hovet och beskylldes offentligt för att vara den unga drottning Isabellas älskare. Han föll emellertid sedermera i onåd, anslöt sig till oppositionen och tvangs 1854 att gå i landsflykt. 
Landsförvisningen blev dock ej långvarig. Serrano återvände 1855 till Spanien, blev 1856 militärguvernör i Nya Kastilien och generalkapten i armén, var därefter en kort tid (1857–58) ambassadör i Paris och 1859–62 guvernör över Kuba. Han upphöjdes 1862 till hertig av La Torre och utnämndes samma år till utrikesminister, men avgick redan mars 1863. 
Mot slutet av drottning Isabellas regering blev Serrano en av oppositionens främsta ledare och ställde sig 1868 i spetsen för en sammansvärjning, som likväl upptäcktes, varefter han arresterades och deporterades till Kanarieöarna. Han befriades genom septemberrevolutionen samma år, som bortjagade Isabella och hennes familj från Spanien. 
Serrano utnämndes till överbefälhavare för revolutionsarmén, vann den 28 september samma år en seger över de kungliga trupperna vid Alcolea och blev därefter president i den provisoriska regeringen. De åtgärder han som sådan vidtog var i hög grad frisinnade. Allmän rösträtt för män infördes, religionsfrihetens, undervisningsfrihetens och tryckfrihetens grundsatser erkändes, domstolsväsendet förbättrades genom juryinrättningens införande, klosterordnarnas privilegier avskaffades, några munkordnar upplöstes och jesuiterna drevs i landsflykt. Från 15 juni 1869 till 2 januari 1871 var Serrano Spaniens regent. 
Under kung Amadeus korta regering var Serrano två gånger konseljpresident (januari till juli 1871 och juni 1872). I januari 1874 ställdes han som president i spetsen för den republikanska regeringen. Han bekämpade med stor kraft carlistupproret. Men då general Arsenio Martínez Campos, i spetsen för sina trupper, 29 december 1874 i Sagunto proklamerade Alfons XII till kung av Spanien, kunde Serrano inte kuva detta militäruppror; han tvingades lämna Spanien och fly till Frankrike. År 1878 återvände han till Spanien och blev sedermera president för senaten. Under de sista åren av sitt liv var han åter en av det liberala partiets ledare. En kort tid (1883–84) var han ambassadör i Paris.